# Józef Kiedroń
Józef Kiedroń (ur. 23 marca 1879 w Błędowicach Dolnych, zm. 25 stycznia 1932 w Berlinie) – polski inżynier górnik, działacz społeczny, polityk, polski minister przemysłu i handlu.

## Życiorys
Urodził się w chłopskiej rodzinie Józefa i Marianny z Jaworków. Po czterech klasach szkoły ludowej w Datyniach Dolnych rozpoczął naukę w gimnazjum realnym w Cieszynie. Mimo dobrych wyników, w klasie drugiej musiał je opuścić ze względów materialnych. W tym czasie został bowiem sierotą i od 12. roku życia, po śmierci najpierw ojca, a następnie matki, utrzymywał się samodzielnie. Podjął pracę w słynnej drukarni Prochaski mieszczącej się w zachodniej, przemysłowej części Cieszyna. Później zmienił pracę i został górnikiem w kopalni w Dąbrowie w Zagłębiu Karwińsko-Ostrawskim. Po zgromadzeniu odpowiednich funduszy, wznowił naukę w gimnazjum, gdzie działał w konspiracyjnej polskiej organizacji młodzieżowej o nazwie „Jedność”. Ukończył dwie klasy w jeden rok i został przyjęty do klasy piątej. Wyróżniał się pracowitością i zdolnościami. Dorabiał także korepetycjami i chodził codziennie kilkanaście kilometrów, bo nie stać go było na komunikację. Wówczas z pomocą pospieszył mu ks. Bernard Folwarczny – pastor jego parafii w Błędowicach Dolnych. Dzięki niemu Kiedroń otrzymał stypendium z Macierzy Szkolnej dla Księstwa Cieszyńskiego oraz pożyczkę od prywatnej osoby, którą miał spłacić po zakończeniu edukacji. W 1898 r. ukończył z wyróżnieniem szkołę średnią i następnie rozpoczął studia na Politechnice Lwowskiej.Tam działał w związku studentów polskich „Znicz”, m.in. pełniąc tam w latach 1898–1899 funkcję prezesa. Rok później przeniósł się na Uniwersytet Górniczy w Leoben, który ukończył w 1902 roku. W Austrii działał w polskiej organizacji „Promień”. Po zakończeniu nauki w 1902 r. podjął pracę jako inżynier-asystent w Witkowickim Gwarectwie Hutniczo-węglowym. Początkowo pracował w kopalniach: „Eleonora” i „Bettina” w Dąbrowie, a następnie „Karolina” w Morawskiej Ostrawie. W koncernie pracował od 1902 do 1920 r., pełniąc tam m.in. początkowo funkcję kierownika połączonych kopalń „Eleonora” i „Bettina”. Następnie wskutek działalności w polskim ruchu narodowym został przeniesiony w styczniu 1908 r. do pracy w Morawskiej Ostrawie. Do Dąbrowy wrócił dwa lata później w 1910 r.
Kiedroń był członkiem Związku Górników i Hutników w Austrii. Od 1904 r. był członkiem Macierzy Szkolnej dla Księstwa Cieszyńskiego. W jej ramach od 1906 do 1908 r. pełnił funkcję zastępcy członka, a w latach 1908–1918 zasiadał w Zarządzie Głównym tej organizacji. W 1918 r. objął funkcję członka honorowego. Przyczynił się do powstania polskich szkół ludowych w Dziećmorowicach, Hermanicach, Radwanicach, Kończycach Małych oraz Polskiego Gimnazjum Realnego im. Juliusza Słowackiego w Orłowej. Był głównym inicjatorem i współzałożycielem pierwszej polskiej szkoły górniczej na Śląsku Cieszyńskim w Dąbrowie (1907) i jej wieloletnim wykładowcą.
Kiedroń był zwolennikiem prawicy i związał się z Ligą Polską oraz lokalnym Polskim Stronnictwem Narodowym. Działa także w śląskim Polskim Stronnictwie Ludowym. To ostatnie stronnictwo polityczne udało mu się w 1911 r. połączyć z Polskim Stronnictwem Narodowym w nową formację polityczną pod nazwą Polskie Zjednoczenie Narodowe. W tym czasie zasilał również swoimi tekstami lokalne pismo „Dziennik Cieszyński”, którego redaktorem był ks. pastor F. Michejda.
W październiku 1918 zainicjował powstanie Rady Narodowej Śląska Cieszyńskiego i opracował projekt przyłączenia Księstwa Cieszyńskiego do Polski. Sam Kiedroń nie wszedł do Rady, natomiast zasiadła w niej jego żona Zofia Kirkor-Kiedroniowa, lecz z jego inicjatywy Rada przyjęła 30 października 1918 r. projekt proklamacji dotyczącej włączenia tego obszaru do państwa polskiego. Ponadto uczestniczył w negocjacjach z Czechami, które zakończyły się podpisaniem w Polskiej Ostrawie 5 listopada 1918 r. lokalnej umowy z Zemsky narodnf vybor pro Slezsko (ZNV, Krajową Radą Narodową dla Śląska) dzielącej sporny obszar według kryterium etnicznego. Umowa ta przetrwała do 23 stycznia 1919 - do ataku wojsk czeskich na określoną w umowie polską część Śląska Cieszyńskiego, by nie dopuścić do przeprowadzenia tam 26 stycznia 1919 wyborów do Sejmu Ustawodawczego.

### II Rzeczpospolita
W lipcu 1920 Kiedroń został jednym z członków polskiej delegacji na konferencję państw Ententy w Spa, lecz nie miał żadnego wpływu na decyzje, jakie tam zapadły. W ich wyniku 57% terytorium, w tym cały przemysłowy obszar Śląska Cieszyńskiego został włączony do Czechosłowacji. Po czeskiej stronie granicy znalazła się również Dąbrowa, w której mieszkał i pracował. W tym czasie był tam dwukrotnie aresztowany i ciężko pobity przez lokalne struktury czeskie, dlatego jeszcze przed decyzją w Spa opuścił Zaolzie w czerwcu 1920 r. i podjął pracę w Dyrekcji Głównej Państwowych Zakładów Górniczo-Hutniczych w Warszawie.
Podczas wojny polsko-bolszewickiej i marszu Armii Czerwonej na Warszawę był przy budowie fortyfikacji na przedpolach warszawskiej Pragi. 14 grudnia 1920 r. podjął pracę jako szef Wydziału Górniczego w Polskim Komitecie Plebiscytowym. Po wybuchu III powstania śląskiego w jego gestii znalazła się kwestia niedopuszczenia do zaprzestania wydobycia węgla oraz dalsza praca przemysłu na tym najbardziej zindustrializowanym obszarze ziem polskich. Udało się tego dokonać m.in. dzięki emigracji z terenów Zagłębia Karwińsko-Ostrawskiego rzeszy polskich inżynierów zwalnianych z pracy na Zaolziu przez władze czeskie. Po zakończeniu powstania objął funkcję naczelnika Wydziału Przemysłu i Handlu działającej tam Naczelnej Rady Ludowej. Następnie po ogłoszeniu decyzji o podziale Górnego Śląska pomiędzy Polskę i Niemcy przeniósł się w styczniu 1922 r. do Warszawy. Objął najpierw w dniu 7 lutego 1922 r. stanowisko dyrektora Departamentu do spraw Śląskich przy Ministerstwie Przemysłu i Handlu. Ta komórka została utworzona w konkretnym celu. W czerwcu 1922 r. miało nastąpić przekazanie przyznanego Polsce obszaru Górnego Śląska. Było to raptem 29% obszaru plebiscytowego, ale na tym terenie znajdowała się największa liczba zakładów przemysłowych oraz kopalń górnośląskich. Zadaniem Kiedronia było więc, wraz z gronem jego pracowników, przygotować proces akcesji tego parku technologicznego do organizmu gospodarczego Rzeczypospolitej.
19 grudnia 1923 r. został mianowany na urząd ministra przemysłu i handlu w rządzie Władysława Grabskiego (swojego szwagra). Kiedroń był znany jako zwolennik oszczędnego wydatkowania środków publicznych, silnej waluty i jako przeciwnik ujemnego bilansu handlowego i nadmiernych inwestycji. Będąc ministrem, kontynuował swoje dążenia do rozwoju przemysłu górnośląskiego mającego decydujący wpływ na sytuację gospodarczą całego kraju. Z myślą o rozwijaniu eksportu polskiego węgla drogą morską doprowadził do zawarcia 4 lipca 1924 r. umowy kredytowej rządu z konsorcjum francusko-polskim na budowę portu w Gdyni. Za jego kadencji zostały nawiązane stosunki handlowe z wieloma krajami europejskimi, a zwłaszcza ze Szwecją jako największym rynkiem skandynawskim i Czechosłowacją – importerem górnośląskiego węgla, a ponadto ważnym państwem tranzytowym na południe Europy. Urząd ministra przestał pełnić 16 maja 1925 r.
Po odejściu z rządu przeniósł się z rodziną do Siemianowic i powrócił do pracy w przemyśle. W lipcu 1925 r. został naczelnym dyrektorem Verinigte Kónigs- und Laurahutte. W latach 1926–1932 pełnił funkcję dyrektora Górnośląskich Zjednoczonych Hut Królewska i Laura. Był także prezesem powstałego w 1925 r. Syndykatu Górnośląskich Hut Żelaznych, następnie przekształconego w Syndykat Polskich Hut Żelaznych. Zasiadał także w licznych górnośląskich i ogólnopolskich radach nadzorczych oraz w Prezydium Rady Centralnego Związku Polskiego Przemysłu, Handlu i Finansów („Lewiatan”).
Jego wielką ideą był rozwój kolejnictwa krajowego, dyktowany potrzebą zwiększenia połączeń Górnego Śląska z Bałtykiem, okręgami gospodarczymi Polski i z Kresami Wschodnimi. W 1927 roku zainicjował budowę magistrali węglowej łączącej Górny Śłąsk z Gdynią. Mieszkał wówczas z rodziną w Pałacu w Siemianowicach Śląskich. Filister honorowy korporacji akademickich Gnomia (Kraków) i Silesia (Poznań).

Zmarł 25 stycznia 1932 w Berlinie po operacji wycięcia śledziony, a jako przyczynę zgonu podano hemofilię. Został pochowany na cmentarzu ewangelickim w Cieszynie (sektor 6, rząd 1, nr 6). 

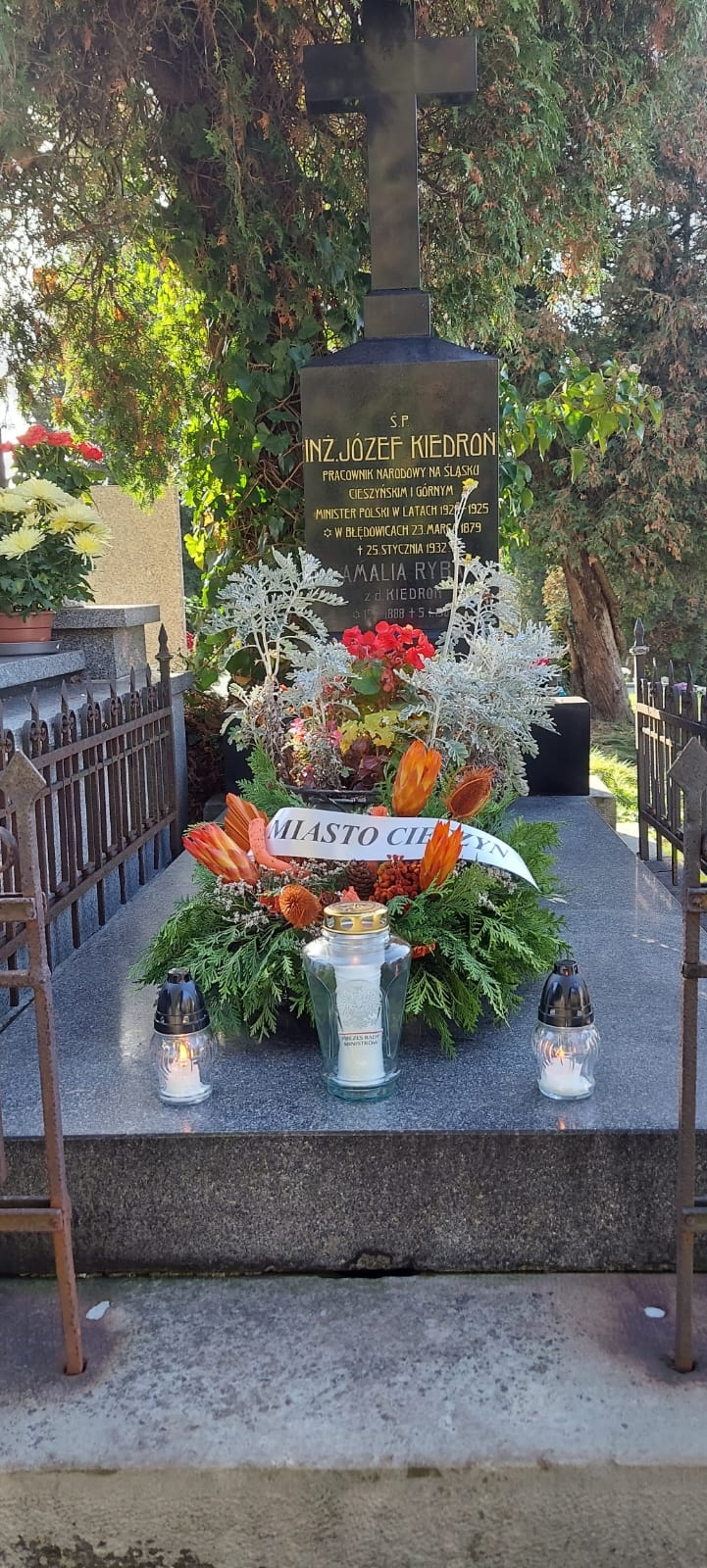
Grób Józefa Kiedronia na cmentarzu ewangelickim w Cieszynie

## Życie prywatne
1 sierpnia 1905 r. ożenił się z działaczką społeczną Zofią Kirkor z domu Grabską, która była siostrą Stanisława i Władysława Grabskich. Kiedroń poznał ją podczas pobytu w sanatorium w Bystrej w 1904 r. Była wdową po zmarłym w 1900 r. Dymitrze Kirkorze. Mieli dwóch synów: Władysława i Jana.

## Ordery i odznaczenia
- Krzyż Komandorski Orderu Odrodzenia Polski (2 maja 1923)[8][9]
- Krzyż Wielki Orderu Gwiazdy Polarnej (Szwecja, 1925)[10]
- Krzyż Wielki Orderu Danebroga (Dania, 1925)[11]